# Twistin' the Night Away (musikalbum)
Twistin' the Night Away är det åttonde studioalbumet med den amerikanske R&B och soulsångaren Sam Cooke. Albumet släpptes av skivbolaget RCA Victor i april 1962. 

## Låtlista
Låtarna är skrivna av Sam Cooke, där inget annat namn anges.

### Sida 1
1. "Twistin' the Night Away" – 2:39
2. "Sugar Dumpling" – 2:16
3. "Twistin' in the Kitchen with Dinah" – 2:08
4. "Somebody's Gonna Miss Me" (Lattimore Brown, Arthur Lee Reeves) – 2:32
5. "A Whole Lotta Woman" (James W. Alexander, Lowell Jordan) – 2:20
6. "The Twist" (Hank Ballard) – 2:27

### Sida 2
1. "Twistin' in the Old Town Tonight" (Mack David) – 2:08
2. "Movin' And A'Groovin'" (Cooke, Lou Rawls) – 2:34
3. "Camptown Twist" – 2:13
4. "Somebody Have Mercy" – 2:56
5. "Soothe Me" – 2:07
6. "That's It—I Quit—I'm Movin' On" (Roy Alfred, Del Sorino) – 2:31